# Chérif Hadjar
Chérif Hadjar (en arabe : شريف حجار), né le 20 février 1965 à Ain Temouchent en Algérie, est un entraîneur algérien.

## Biographie
Chérif Hadjar entraîne plusieurs clubs algériens dont, la Olympique de Médéa à deux reprises, tout d'abord de 2014 à 2015 puis depuis 2019, le MC Saïda, l'USM El Harrach, mais aussi d'autres clubs comme l'US Biskra, l'AS Aïn M'lila et le RC Relizane.